# Monaxinoides austrosinensis
Monaxinoides austrosinensis is een soort in de taxonomische indeling van de platwormen (Platyhelminthes). De worm is tweeslachtig en kan zowel mannelijke als vrouwelijke geslachtscellen produceren. De soort leeft in zeer vochtige omstandigheden.
De platworm behoort tot het geslacht Monaxinoides en behoort tot de familie Monaxinoididae. De wetenschappelijke naam van de soort werd voor het eerst geldig gepubliceerd in 2003 door Ding, Pan & Liu.